# Urbana Achaguas
Pour les articles homonymes, voir Achaguas.
Urbana Achaguas (parroquia Urbana Achaguas, en espagnol) est l'une des six paroisses civiles de la municipalité d'Achaguas dans l'État d'Apure au Venezuela. Sa capitale est Achaguas, chef-lieu de la municipalité.

## Géographie

### Démographie
Hormis sa capitale Achaguas, la paroisse civile possède plusieurs localités dont :
- Achaguas
- Caño Seco
- Costa de Apure Seco
- Costa de Payara
- El General
- Las Playitas
- Los Viejitos
- Santa Lucía
- Santa Marta
- Terecay